# Rasm

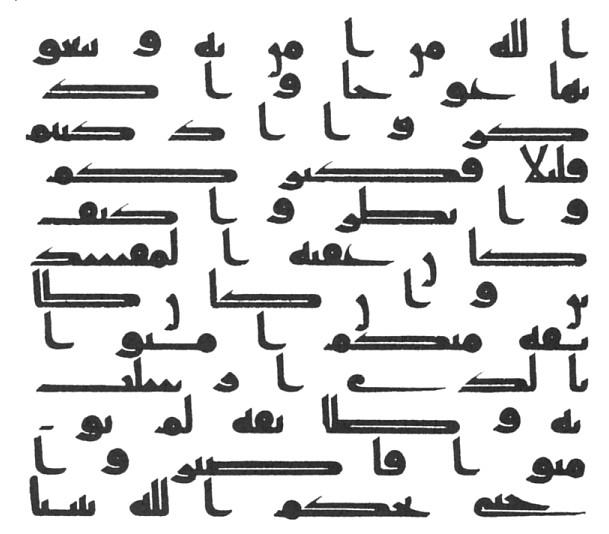
Koran aus dem 7. Jahrhundert ohne jegliche diakritische Zeichen

Rasm (arabisch رسم, DMG rasm ‚Spur, Bild‘) nennt man ein arabisches Wort, oder einen Buchstaben ohne diakritische Zeichen, wie er im frühen Islam üblich war.
Der Rasm kennt nur 18 Buchstaben und keine Vokalzeichen, auch das Hamza fehlt noch. Später wurden viele Buchstaben durch Punkte gekennzeichnet, damit sie weniger zwei- oder mehrdeutig sind. Im Rasm kann weder zwischen r und z, noch zwischen d und dh unterschieden werden und in Anfangs- und Mittelstellung gibt es für b, t, th, n und y nur ein Zeichen, am Ende und allein immerhin drei. 
Durch die diakritischen Punkte erhält man 28 Buchstaben. Es dauerte bis ins 10. Jahrhundert, bis der Rasm in gewöhnlichen Texten regelmäßig mit den unterscheidenden Punkten und im Koran mit Vokalzeichen versehen wurde. Der Rasm ist nicht nur die Frühform der arabischen Schrift; er steckt immer noch in jedem Schriftstück.